# 155-та навчально-польова дивізія (Третій Рейх)
155-та навчально-польова дивізія (Третій Рейх) (нім. 155. Feldausbildungs-Division) — піхотна дивізія Вермахту за часів Другої світової війни.

## Історія
155-та навчально-польова дивізія сформована 2 листопада 1944 року на території Північної Італії шляхом переформування 20-ї штурмової дивізії Люфтваффе.

## Командування

### Командири
- генерал-майор Георг Цваде (нім. Georg Zwade) (грудень 1944 — 11 лютого 1945).

### Підпорядкованість
| Час      | Корпус | Армія | Група армій (округ) | Штаб            |
| -------- | ------ | ----- | ------------------- | --------------- |
| 1944     |        |       |                     |                 |
| листопад |        |       | Група армій «C»     | Північна Італія |
| 1945     |        |       |                     |                 |
| січень   |        |       | Група армій «C»     | Північна Італія |

### Склад
| Лютий 1945                                     |
| ---------------------------------------------- |
| 1227-й навчально-польовий гренадерський полк   |
| 1228-й навчально-польовий гренадерський полк   |
| 1229-й навчально-польовий гренадерський полк   |
| 155-й навчально-польовий артилерійський загін  |
| фузілерний батальйон                           |
| 630-й дивізійний батальйон зв'язку             |
| 155-й полк забезпечення                        |
| 155-й об'єднаний дивізійний відділ             |
| 1054-й навчально-польовий інженерний батальйон |